# Guillaume de Nogaret
Guillaume de Nogaret, död 1313, var en fransk jurist och statsman.
Nogaret härstammade från Toulouse och blev i början av 1290-talet professor vid universitetet i Montpellier. Han adlades 1300 och trädde i Filip den skönes tjänst. Nogaret blev känd som anstiftare till överfallet på påven Bonifatius VIII i Anagni 1304, vilket skedde i Filip den skönes intresse. Nogaret var även engagerade i kungens judeförföljelser och i processen mot tempelherrarna, som kulminerade med bålbränningen av den tidigare stormästaren Jacques de Molay i Paris 1314. 
I Maurice Druons romansvit De fördömda kungarna är Nogaret, tillsammans med Filip IV och påve Clemens V, en av de tre män som fördöms av de Molay som ansvariga för hans död och åkallas till "himlens tribunal" innan årets slut, vilket utgör utgångspunkten för ätten Capets fall. I realiteten avled Nogaret redan året före avrättningen och alltså före de Molay.